# 貝爾茨維爾 (馬里蘭州)
貝爾茨維爾（英語：Beltsville）是位於美國馬里蘭州佐治王子縣的一個普查規定居民點。

## 人口
根據2020年美國人口普查的數據，貝爾茨維爾的面積為18.73平方千米，當中陸地面積為18.66平方千米，而水域面積為0.07平方千米。當地共有人口20133人，而人口密度為每平方千米1,074.91人。